# Moiré blanc-fascié
Erebia ligea
Espèce
Le Moiré blanc-fascié ou Moiré fascié (Erebia ligea) ou Grand nègre hongrois est une espèce paléarctique de lépidoptères (papillons) de la famille des Nymphalidae et de la sous-famille des Satyrinae.

## Noms vernaculaires
- en français : le Moiré blanc-fascié, le Moiré fascié, plus rarement le Grand nègre hongrois, le Nègre ou le Nègre hongrois[1]
- en anglais : Arran brown
- en allemand : Weißbindiger Mohrenfalter
- en néerlandais : boserebia

## Description
L'imago du Moiré blanc-fascié est un papillon de taille moyenne (grand pour le genre Erebia), dont la LAA varie de 24 à 27 mm. 
Les ailes ont une couleur de fond brun sombre et des franges bicolores, blanches et noires. 
Elles sont ornées sur leur face supérieure d'une bande postdiscale rouge contenant une série d'ocelles (de 3 à 5 sur l'aile antérieure, et 3 ou 4 sur l'aile postérieure), qui peuvent être pupillés de blanc ou non selon la sous-espèce et l'individu. 
Le revers de l'aile antérieure est similaire, tandis que le revers de l'aile postérieure, généralement dépourvu de rouge, est orné d'une fine strie postdiscale blanc pur, qui caractérise l'espèce et lui a donné son nom vernaculaire français.
L'espèce est parfois confondue avec le Moiré frange-pie (Erebia euryale), également doté de franges bicolores et volant souvent dans des lieux et conditions similaires, mais dont la strie claire du revers de l'aile postérieure est soit très peu visible (mâles), soit à contour diffus et d'un blanc moins pur (femelles).

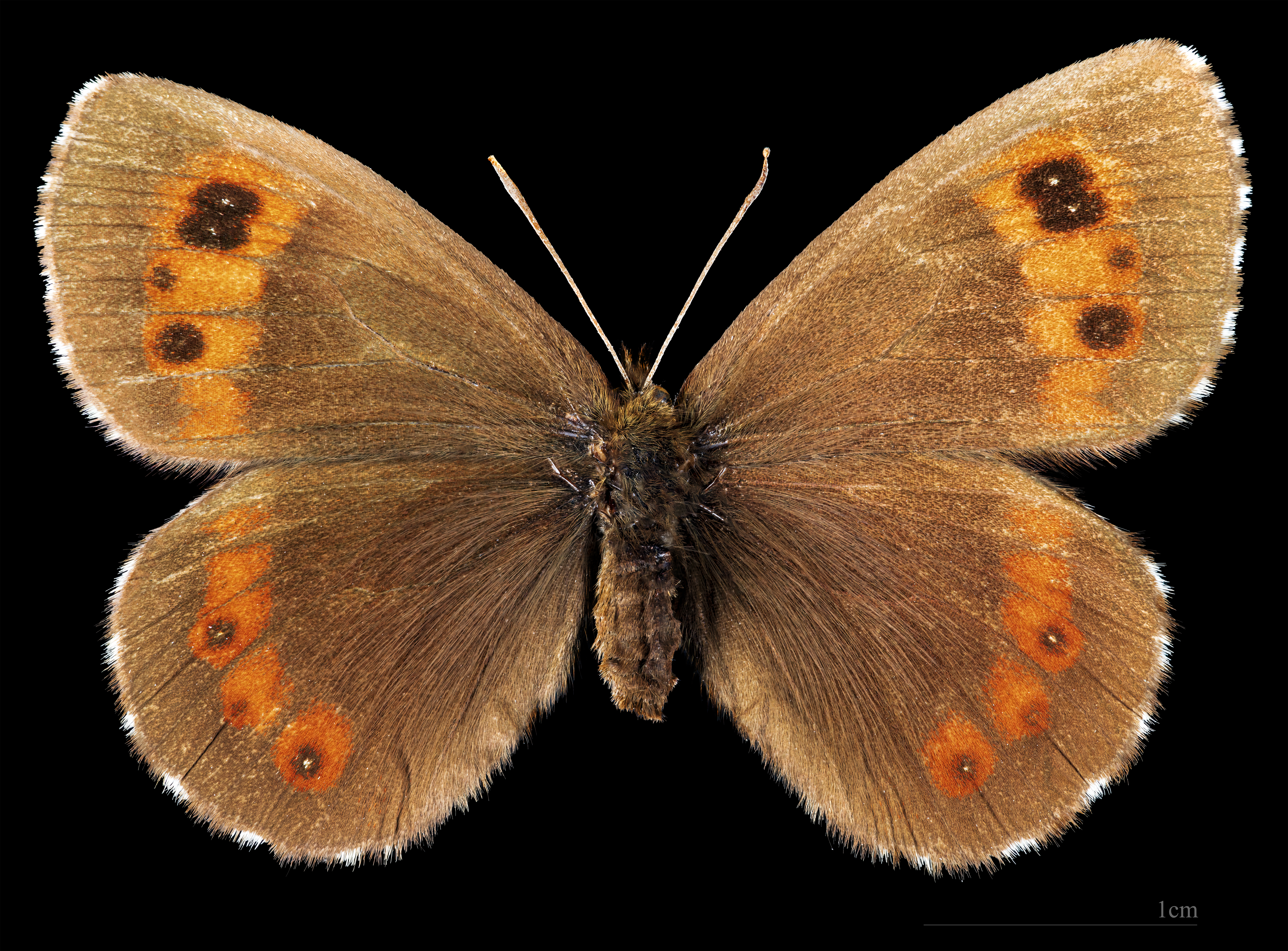
Erebia ligea ligea ♀  MHNT
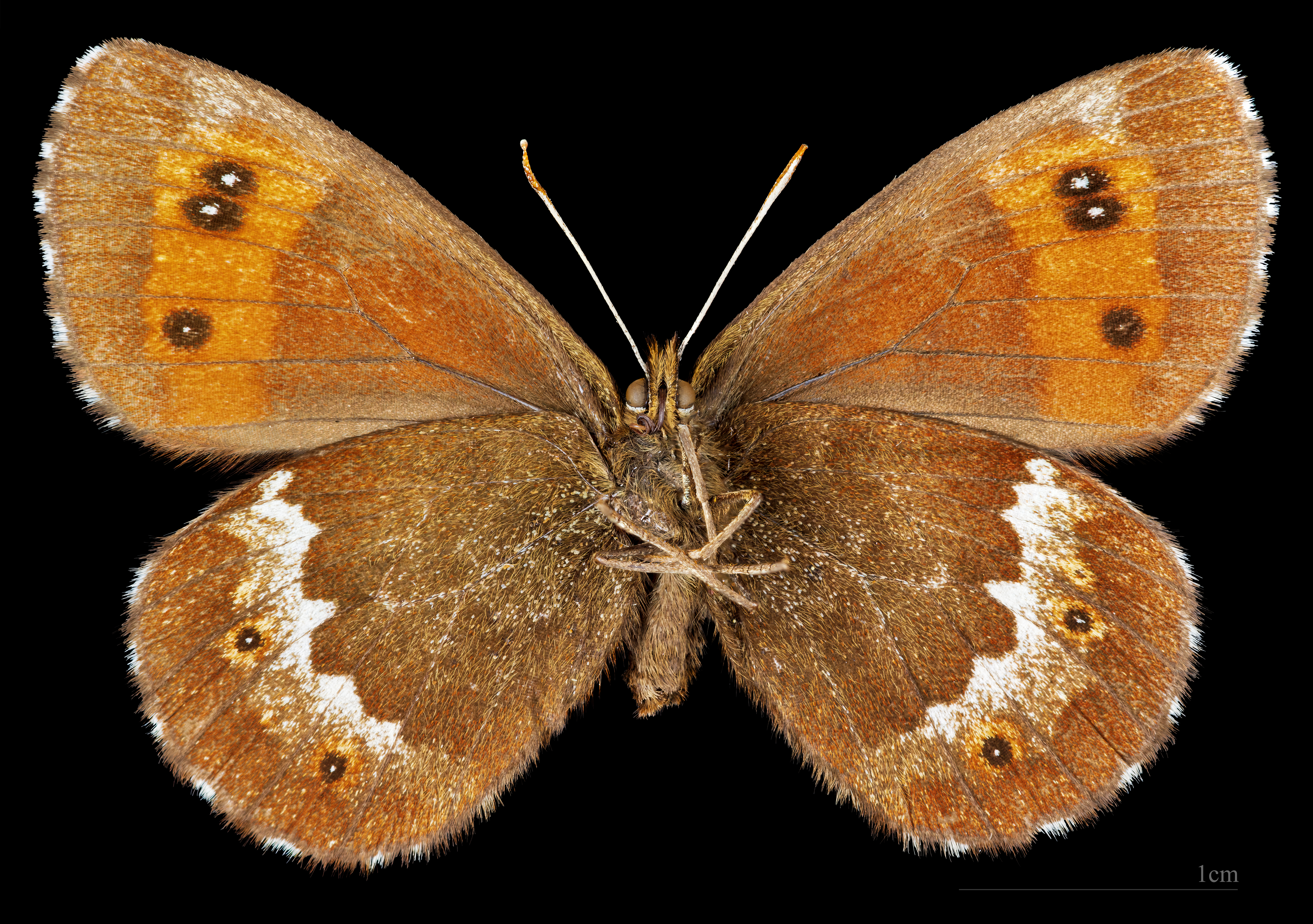
Erebia ligea ligea  ♀ △

## Biologie

### Phénologie
Le Moiré blanc-fascié est univoltin et ses imagos volent de juin à août.
Il hiverne au stade d'œuf ou de chenille, accomplissant son cycle en un ou deux ans selon la localisation.

### Plantes-hôtes
Les plantes-hôtes des chenilles sont diverses poacées (graminées) et des cypéracées, notamment des Carex comme  Carex sylvatica et Carex strigosa,.

## Distribution et biotopes
Le Moiré blanc-fascié est une espèce paléarctique dont l'aire de répartition s'étend des montagnes d'Europe centrale et méridionale et de la Scandinavie jusqu'à l'Altaï et au Japon, en passant par l'Oural et la Sibérie,.
En France métropolitaine, l'espèce est relativement répandue dans les montagnes de la moitié est du pays : on la trouve ainsi dans toutes les Alpes, le Massif central, le Jura et les Vosges,. En Belgique, elle n'est présente qu'en Haute-Ardenne, à l'extrémité orientale du pays, où elle est très localisée et en danger d'extinction.
Le Moiré blanc-fascié se rencontre principalement dans les forêts, où il fréquente les clairières et lisières riches en graminées. 
En France et dans une grande partie de l'Europe, l'espèce est montagnarde et vole à des altitudes allant de 400 à 2 000 m.

## Systématique
L'espèce Erebia ligea a été décrite par le naturaliste suédois Carl von Linné en 1758, sous le nom initial de Papilio ligea.
La localité-type est la Suède.

### Sous-espèces

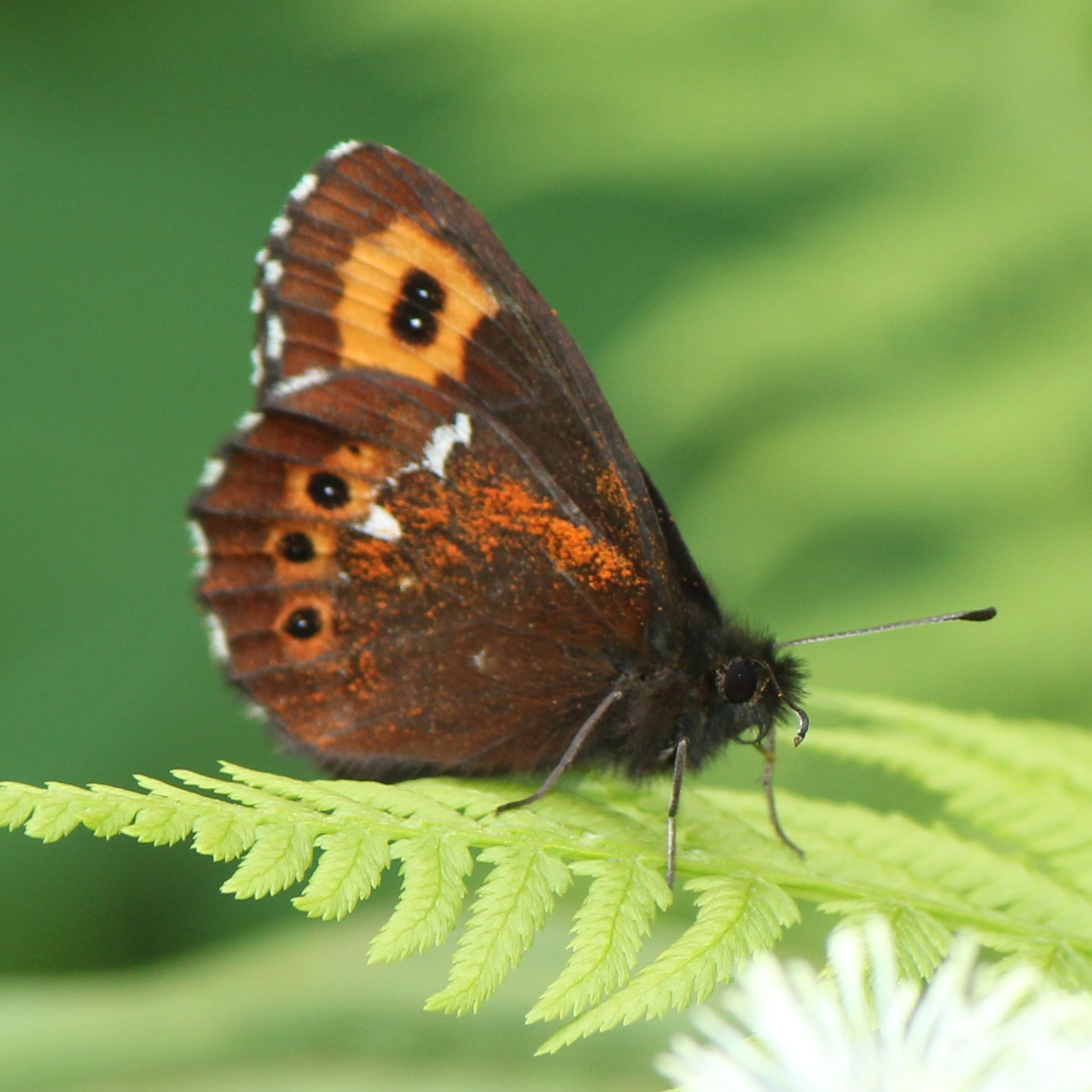
Sous-espèce takanonis, au Japon

Plusieurs sous-espèces ont été décrites et sont plus ou moins reconnues selon les auteurs,, :
- Erebia ligea ajanensis Ménétriés, 1857 — Extrême-Orient, parfois considérée comme une espèce distincte
- Erebia ligea bulgarica Goltz, 1932 — Bulgarie
- Erebia ligea carthusianorum Fruhstorfer, 1909 — Europe centrale et du Sud, incluant les Alpes et le Jura
- Erebia ligea dovrensis Strand, 1902 — Norvège
- Erebia ligea eumonia Ménétriés, 1859 — Altai
- Erebia ligea herculeana Warren, 1931 — Transylvanie
- Erebia ligea kamensis Krulikovsky, 1909 — Oural et Ouest de la Sibérie
- Erebia ligea lapponica Henriksen, 1982  — Scandinavie
- Erebia ligea rishirizana Matsumura, 1928 — Japon
- Erebia ligea sachalinensis Matsumura, 1928 — Sakhaline
- Erebia ligea takanonis Matsumura, 1909 — Japon
- Erebia ligea wutaishana Murayama

## Statut et protection
En Belgique, le Moiré blanc-fascié a le statut d'espèce en danger critique d'extinction (CR).
Il est strictement protégé par la loi en Wallonie et y fait l'objet de mesures de conservation actives.
En France, la Liste rouge des rhopalocères de France métropolitaine le considère comme une espèce de préoccupation mineure (LC), et il n'a pas de statut de protection particulier.